# Hålormar
Hålormar (Lachesis) är ett släkte av underfamiljen näsgropsormarna bland huggormarna.
Släktet ansågs tidigare omfatta ett 40-tal arter utspridda över Ostindien, Sydkina, samt Nord- och Sydamerika. Enligt Nationalencyklopedin räknas endast tre arter till släktet.
Främst bland dessa märks buskmästaren, Lachesis muta, som lever i Sydamerikas tropiska urskogar och når en längd av 4 meter.
Även de andra arterna är stora. De äter främst mindre däggdjur. Honor lägger ägg.

## Arter
Arter enligt Catalogue of Life
- Lachesis melanocephala
- buskmästare (Lachesis muta)
- Lachesis stenophrys

The Reptile Database listar ytterligare en art:
- Lachesis acrochorda